# علي القرماسي
هو علي بن مسعود بن علي القرماسي (الهويدي) ولد عام 1923 وتوفي عام 1992، رسام تونسي. لقب نفسه بالقرماسي نسبة إلى مسقط رأس أجداده قرماسة الواقعة بولاية تطاوين بتونس

## لمحة عنه
هو نموذج الرسام العفوي، حيث أنه لم يتردد على المدراس الفنية إلا أن موهبته مكنته من أن يجد مكانا له ضمن مجتمع التشكيليين التونسيين. شخص متواضع ومتشبث بفنه إلى أبعد الحدود، وهو يرسم المشاهد من الحياة التقليدية
المهددة بالزوال أمام زحف الحداثة مثل «الدقازة» و«رقصة بوسعدية» و«النساج» و«الشواشي»، و«بائع الياسمين»... 
تكريما له أطلق اسمه على رواق عرض بباب الجزيرة بتونس العاصمة بطلب من الزعيم الراحل الحبيب بورقيبة وصدر طابع بريدي عام 1993 حمل أحد رسومه.
رحل علي القرماسي لكنه ترك إرثا ثقافيا متنوعا يفخر به ولا يزال الناس حتى اليوم يتوافدون على رواقه ليتمتعوا بجمال لوحاته التي تحفظ جانبا من جوانب توس العتيقة من الاندثار.

## وصلة خارجية
لوحات لعلي القرماسي صادرة ضمن طوابه بريدية:
- لوحة صدرت عام 1993 في طابع بريدي
- لوحة «نساج» ضمن طابع بريدي بتاريخ 1998
- لوحة «الخطوبة» ضمن طابع بتاريخ1999
- لوحة «الشحاذ» صدرت عام 2000